# Montegrino Valtravaglia
Montegrino Valtravaglia es un municipio italiano situado en la provincia de Varese, en Lombardía. Tiene una población estimada, a fines de febrero de 2024, de 1517 habitantes.

## Evolución demográfica
| Gráfica de evolución demográfica de Montegrino Valtravaglia entre 1861 y 2024 |
|                                                                               |
| Fuente: ISTAT - Elaboración gráfica de Wikipedia                              |